# Gmina Bobrowniki (Powiat Lipnowski)
Bobrowniki ist eine Stadt-und-Land-Gemeinde (gmina miejsko-wiejska) im Powiat Lipnowski der Woiwodschaft Kujawien-Pommern in Polen. Ihr Sitz ist die gleichnamige Stadt (deutsch Bobrowniki) mit etwa 1150 Einwohnern. Zum 1. Januar 2024 erhielt die Stadt ihre zum 13. Januar 1870 entzogenen Stadtrechte wieder, wodurch die Gemeinde von einer gmina wiejska (Landgemeinde) zur gmina miejsko-wiejska erhoben wurde.

## Gliederung
Zur Stadt-und-Land-Gemeinde Bobrowniki gehören neun Dörfer (deutsche Namen bis 1945) mit einem Schulzenamt.
| - Białe Błota (1939–1942 Bialeblota, 1942–1945 Weißmoor) - Bobrownickie Pole (1939–1942 Bialeblota, 1942–1945 Weißmoor) - Bobrowniki (1939–1942 Bobrowniki, 1942–1945 Beberen) - Brzustowa - Gnojno (1939–1942 Bialeblota, 1942–1945 Weißmoor) | - Polichnowo (1939–1942 Polichnowo, 1942–1945 Lichtenwiese) - Rachcin - Stare Rybitwy (1939–1942 Rybitwy Stare, 1942–1945 Möwensand) - Stary Bógpomóż (1939–1942 Alt Bogpomoz, 1942–1945 Althelfgott) |

Weitere Ortschaften der Gemeinde sind:
| - Białe Błota-Dębowiec - Bógpomóż Nowy (1939–1942 Neu Bogpomoz, 1942–1945 Neuhelfgott) - Oparczyska (1939–1942 Oparczysna, 1942–1945 Oppersheide) - Polichnowo-Piaski - Rachcin-Okrągła | - Rachcin-Parcele Łochockie - Rachcinek - Stara Rzeczna - Stare Rybitwy-Miszek - Winduga |

## Ordensburg Beberen

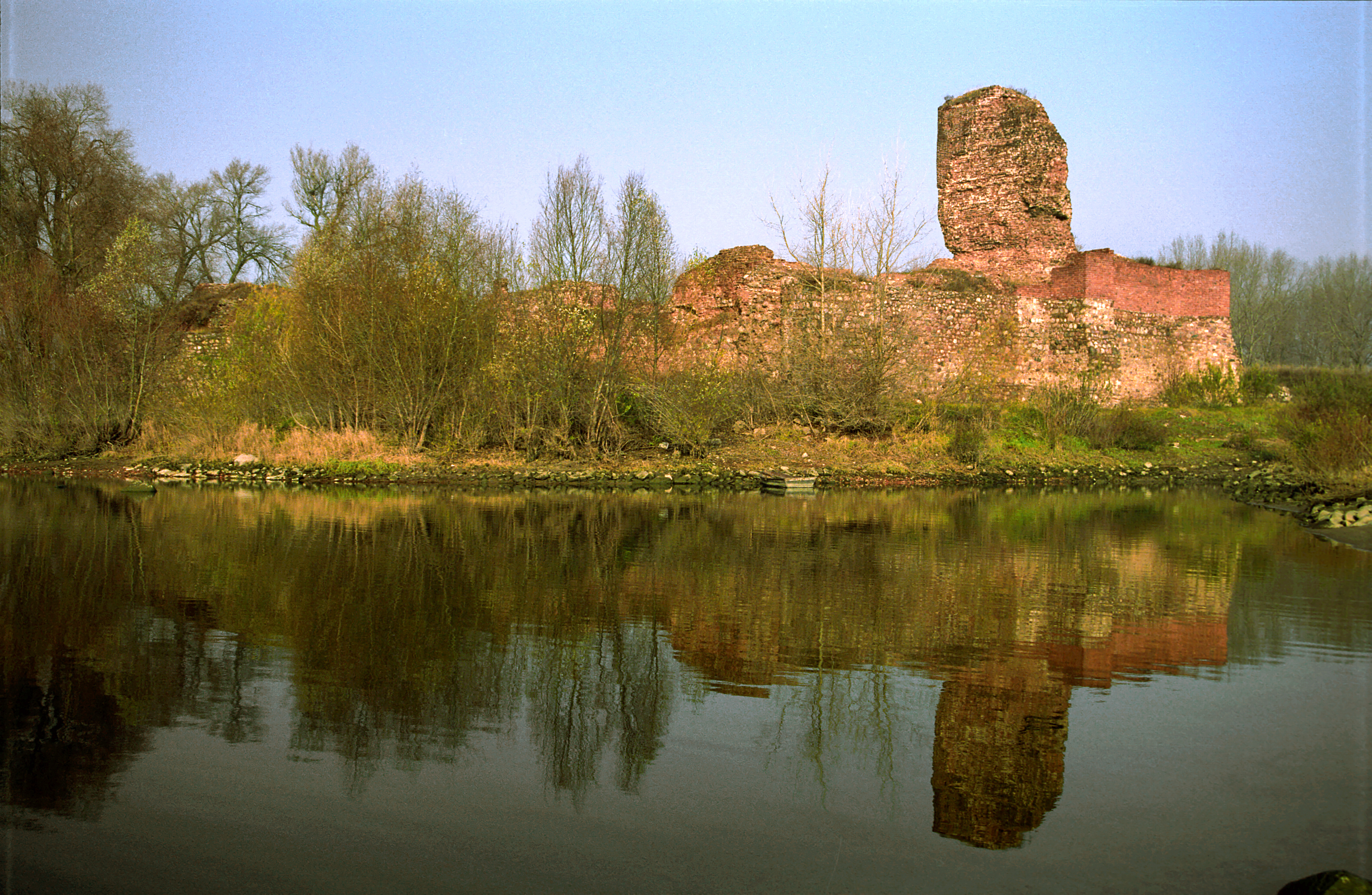
Burgruine Beberen in Bobrowniki

In Bobrowniki befindet sich die Ruine der Burg Beberen (Zamek Bobrowniki) des Deutschen Ordens.